# Stuart Malutki 2
Stuart Malutki 2 (ang. Stuart Little 2, 2002) – amerykański film familijny, komediowy, kolejne przygody myszki Stuarta. Sequel filmu z 1999 roku – Stuart Malutki. Scenariusz filmu oparto na powieści E.B. White’a.

## Obsada
- Michael J. Fox – Stuart Malutki
- Geena Davis – pani Eleanor Malutki
- Hugh Laurie – pan Frederick Malutki
- Jonathan Lipnicki – George Malutki
- Anna Hoelck – Marta Malutki
- Ashley Hoelck – Marta Malutki
- Nathan Lane – Śnieżek
- Melanie Griffith – ptak Margalo
- James Woods – zły Falcon
- Steve Zahn – kot Muniek

i inni

## Wersja polska
Wersja polska: Master Film

Reżyseria: Elżbieta Jeżewska

Dialogi polskie: Elżbieta Kowalska

Dźwięk: Małgorzata Gil

Kierownictwo produkcji: Ewa Chmielewska

Wystąpili:
- Zbigniew Zamachowski – Stuart
- Julian Osławski – George
- Ewa Gawryluk – mama
- Marcin Sosnowski – tata
- Joanna Węgrzynowska – Margalo
- Jerzy Kryszak – Falcon
- Wojciech Paszkowski – Śnieżek
- Grzegorz Wons – Muniek
- Zbigniew Suszyński – trener
- Jan Paszkowski – Will
- Weronika Zakrzewska – Marta

oraz
- Ilona Kuśmierska
- Ewa Kobus

i inni

## Soundtrack
- „Put a Little Love in Your Heart”

Tekst: Jackie DeShannon, Randy Myers i Jimmy Holiday

Produkcja: Warren Campbell

Wykonanie: Mary Mary
- „One”

Tekst: Harry Nilsson
- „Alone Again (Naturally)”

Tekst: Raymond O’Sullivan

Wykonanie: Gilbert O’Sullivan
- „Top Of the World”

Tekst: Jeffrey Cohen, Daniel Pringle i Leah Haywood

Produkcja: Gregg Wattenberg

Wykonanie: Mandy Moore
- „The Beach (from Vertigo)”

Tekst: Bernard Herrmann
- „Another Small Adventure”

Tekst: Raine Maida i Chantal Kreviazuk

Produkcja: Gregg Wattenberg

Wykonanie: Chantal Kreviazuk
- „I’m Alive”

Tekst: Kristian Lundin i Andreas Carlsson

Wykonanie: Céline Dion
- „Hold On to the Good Things”

Tekst: Holly Knight i Roxanne Seeman

Produkcja: Marc Tanner

Wykonanie: Shawn Colvin